# Le Sang des tropiques

Le Sang des tropiques est un film français réalisé par Christian Bricout et produit en 1982.

## Synopsis
Un étudiant en médecine part pour l'Équateur rejoindre Marianne, volontaire pour Médecins sans frontières, qui se retrouve mêlée à un trafic de sang, que vendent les pauvres pour survivre.

## Fiche technique
- Autre titre : Malaventura
- Réalisation : Christian Bricout
- Scénario : Christian Bricout
- Directeur de la photo : François About
- Musique : C. Pepere
- Montage : Youcef Tobni
- Durée : 90 minutes

## Distribution
- Nicole Calfan
- Laura Castro
- Rita Duarte
- Vicky Hernández
- Patrick Norbert
- Diego Pérez
- Carl West